# Lövsjön (Nordmarks socken, Värmland)
Lövsjön är en sjö i Filipstads kommun i Värmland och ingår i Göta älvs huvudavrinningsområde. Sjön har en area på 0,792 kvadratkilometer och ligger 256,1 meter över havet. Sjön avvattnas av vattendraget Tvärälven (Rämmån).

## Delavrinningsområde
Lövsjön ingår i det delavrinningsområde (665480-140206) som SMHI kallar för Utloppet av Holmsjön. Medelhöjden är 290 meter över havet och ytan är 10,33 kvadratkilometer. Det finns inga avrinningsområden uppströms utan avrinningsområdet är högsta punkten. Tvärälven (Rämmån) som avvattnar avrinningsområdet har biflödesordning 3, vilket innebär att vattnet flödar genom totalt 3 vattendrag innan det når havet efter 403 kilometer. Avrinningsområdet består mestadels av skog (70 procent). Avrinningsområdet har 1,99 kvadratkilometer vattenytor vilket ger det en sjöprocent på 19,3 procent.